# Kumiko Nishihara
Kumiko Nishihara (西原 久美子 (渡辺 久美子) Nishihara Kumiko?) es una seiyū japonesa nacida en Chigasaki, Kanagawa y trabaja para Aoni Production. Su nombre real, Kumiko Watanabe, no debe confundirse con el de Kumiko Watanabe.

## Roles Principales en series de anime
- Angela en Dragon Ball Z.
- Alice en Yu-Gi-Oh! Duel Monsters GX.
- Diana en Sailor Moon.
- Crepe en Yes! PreCure 5 GoGo!.
- Tono Crescendo en Suite PreCure.
- Charles en Doki Doki! PreCure.
- Fin Fish en Kamikaze Kaitou Jeanne.
- Mel en Genocyber.
- Iris Chateaubriand en Sakura Taisen.
- Kayoko Nakajima en Ayane's High Kick.
- Lucemon en Digimon Frontier.
- Lynn Russell en Hello! Lady Lynn.
- Mimora en Magical Taruruuto-kun.
- Dodo en Ojamajo Doremi.
- Maya Masutani en Cool Devices.
- Meiko Rokudo en Cazafantasmas Mikami.
- Runba en Mirmo!
- Perona en One Piece.
- Shiori Takatsuki en Revolutionary Girl Utena.
- Winbee en Twinbee Paradise.
- Yuuko en Akuma-kun.
- Yumi Arama en Time Quest, La Máquina del Tiempo.

## Roles en videojuegos
- Iris Chateaubriand en Sakura Taisen.
- Rie Morishita en Yumimi Mix.
- Ruby en Lunar: Eternal Blue y Lunar 2: Eternal Blue Complete.
- Rougé en Ranma ½ Battle Renaissance.
- Shinomiya Chika en Haru no Ashioto.
- Sue en Grandia.
- Winbee en Twinbee RPG.

## Música
- Para el OVA Sakura Taisen: Gouka Kenran cantó a dúo con Kazue Ikura el segundo ending: Sparkle.[1]